# Habronestes powelli
Habronestes powelli là một loài nhện trong họ Zodariidae.
Loài này thuộc chi Habronestes. Habronestes powelli được Barbara C. Baehr miêu tả năm 2008.